# Leopold Spaeth
Leopold Spaeth (auch: Späth; * 30. Oktober 1928 in Schaulen in Litauen; † 22. April 2006) war ein deutscher Politiker (CDU). Er war von 1971 bis 1984 Mitglied des Landtags von Schleswig-Holstein und anschließend bis 1989 Mitglied des Europäischen Parlaments.

## Leben und Beruf
Leopold Spaeth wurde in Schaulen in Litauen geboren und wuchs in Nordfriesland auf. Er besuchte die Realschule in Memel und Flensburg. 1945 schloss er die Schule mit der Mittleren Reife ab. Er absolvierte eine Gärtnerlehre, legte die Gehilfenprüfung ab und besuchte eine Fachschule. Im Jahr 1952 machte er sich selbstständig. Er war verheiratet und Vater von drei Kindern. Er wohnte zuletzt in Ostenfeld bei Husum.

## Politik
Spaeth trat 1959 in die CDU ein. Er war von 1959 bis 1966 Kreisvorsitzender der Jungen Union (JU) und von 1961 bis 1967 JU-Landesvorstandsmitglied, davon übte er drei Jahre lang das Amt des Schatzmeisters aus. Daneben war er seit 1961 Mitglied des Vorstands des CDU-Kreisverbands Husum, 1963 wurde er stellvertretender Kreisvorsitzender, 1969 Kreisvorsitzender. Spaeth blieb bis 1986 Vorsitzender des seit 1970 umbenannten Kreisverbands Nordfriesland.
Kommunalpolitisch war Spaeth seit 1959 bis Mitte der 1970er aktiv, er war Gemeindevertreter, stellvertretender Bürgermeister, Kreistagsabgeordneter, Mitglied des Kreisausschusses und erster stellvertretender Landrat. Seit 1967 war er daneben Mitglied im Aufsichtsrat der Amrumer Schiffahrts AG, ab 1968 auch im Aufsichtsrat der Wirtschaftsförderungsgesellschaft Nord. Zwischen 1965 und 1967 war er als Schöffe bei der Großen Strafkammer des Landgerichts Flensburg tätig.
Bei den Landtagswahlen 1971, 1975, 1979 und 1983 wurde Spaeth jeweils als Direktkandidat der CDU im Wahlkreis 5 (Husum-Land) in den schleswig-holsteinischen Landtag gewählt. 1971 kam er durch eine Nachwahl am 16. Mai 1971, drei Wochen nach der Hauptwahl, in den Landtag, weil der ursprüngliche Wahlkreiskandidat Peter Empen drei Tage vor der Wahl verstorben war. Er war Abgeordneter vom 24. Mai 1971 bis zum 31. Juli 1984, als er sein Mandat nach der Wahl ins Europaparlament niederlegte. Im Landtag war er seit 1975 Fraktionsvorstandsbeisitzer der CDU. Von 1980 bis zu seinem Ausscheiden aus dem Kieler Landtag war er zudem parlamentarischer Vertreter des Innenministeriums des Landes Schleswig-Holstein. Spaeth war unter anderem im Agrarausschuss bzw. Agrar- und Umweltschutzausschuss und im Innenausschuss bzw. Innen- und Rechtsausschuss tätig, dessen Vorsitz er ab April 1983 führte. Ferner war er Mitglied im Ausschuss Kommunaler Investitionsfonds, im Landeskleingartenausschuss sowie im Landeswahlausschuss.
Spaeth nahm am 23. Mai 1979 an der siebten Bundesversammlung teil, bei der Karl Carstens zum Bundespräsidenten gewählt wurde.
Bei der Europawahl 1984 wurde Spaeth für die CDU ins Europäische Parlament gewählt, er gehörte ihm vom 24. Juli 1984 bis zum 25. Juli 1989 als Mitglied der Fraktion der Europäischen Volkspartei (Christdemokraten) an. Im Europaparlament war Spaeth unter anderem Mitglied des Ausschusses für Landwirtschaft, Fischerei und ländliche Entwicklung sowie der Delegation für die Beziehungen zu den Ländern Nordeuropas und dem Nordischen Rat.

## Ehrungen
Spaeth wurde 1978 das Bundesverdienstkreuz am Bande verliehen.